# Masasteron complector
Masasteron complector är en spindelart som beskrevs av Baehr 2004. Masasteron complector ingår i släktet Masasteron och familjen Zodariidae.
Artens utbredningsområde är Western Australia. Inga underarter finns listade i Catalogue of Life.